# Gamskarkogelhütte
Die Gamskarkogelhütte, auch Badgasteiner Hütte, ist eine Schutzhütte der Sektion Bad Gastein des Österreichischen Alpenvereins auf 2467 m ü. A. im Großarltal am Gipfel des Gamskarkogels in der Ankogelgruppe. Sie liegt auf dem Gebiet der Gemeinde Bad Hofgastein im Bezirk Pongau des österreichischen Bundeslandes Salzburg.

## Geschichte
Der Bau geht auf das Jahr 1828 zurück und war die erste Schutzhütte in den gesamten Ostalpen. Sie zählt zu den ältesten Schutzhütten des Alpenraumes und in einer Quelle ist sogar die Rede von „Europas ältester Schutzhütte“. Auch wenn der Begriff "Schutzhütte" etwas unscharf ist, stellt die letztgenannte Aussage in dieser absoluten Form eine Übertreibung dar, denn die Salmhütte am Großglockner wurde knapp 30 Jahre früher und die Wiesenbaude im Riesengebirge bereits 1623 oder 1625 errichtet. 
Aus dem Hütten-Grundbuch von 1882 geht Folgendes hervor:
Erbaut von Erzh. Johann, später von der S. Pongau ausgebessert, kam dann in den Besitz der S. Gastein, welche es später 1898 ? an den ÖTC abgab (?)

Im heutigen Sprachgebrauch kann man etwas weniger devot davon sprechen, dass der Bau der Hütte im Auftrag des Erzherzogs errichtet wurde. Der Monarch besuchte von 1822 bis 1859 fast jährlich das Gasteinertal und war mit seiner Jagdgesellschaft viele Male zu Gast.
Die Hütte wurde auf der 700 Meter tiefer gelegenen Rastötzenalm zusammengebaut, dann in Einzelteile zerlegt, mit Hilfe von Pferden auf den Gipfel gebracht und dort schließlich wieder zusammengesetzt.
1829 ließ der Erzherzog dann von Bad Gastein aus einen Fußweg auf den Gamskarkogel anlegen und legte somit einen weiteren Grundstein zur touristischen Erschließung des Gebiets.

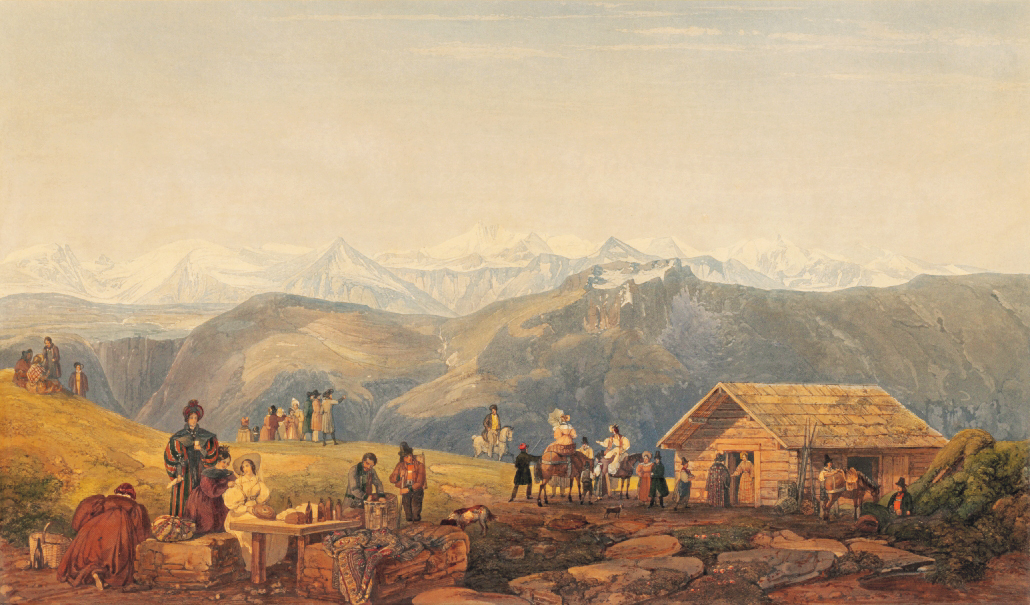
Aquatinta von Thomas Ender (um 1830)

Das Bild links wurde von Johanns Kammermaler Thomas Ender kunstvoll zu Papier gebracht. Es zeigt die erzherzogliche Familie bei einem Picknick samt Gefolge auf dem Gamskarkogel.
Vor der grandiosen Tauernkulisse: „der Erbauer der Hütte, das Gebirge erklärend (von links Sonnblick, Hocharn, Großglockner bis zum Wiesbachhorn); im Vordergrund seine Gemahlin Anna, geb. Plochl“.
Anmerkung

1. ↑  S. ist die Abkürzung für Sektion.

Der heutige „ÖTK“ (Österreichischer Touristenklub) hieß bis zur Rechtschreibreform 1903 „ÖTC“ (Österreichischer Touristen‑Club).

## Tourismus
Es gibt verschiedene Touren zur Hütte bzw. zum Gamskarkogel. Die Hütte ist im Sommer bewirtschaftet; im Winter bietet sie einen Winterraum für Tourengeher.
Wanderern am Zentralalpenweg, einem österreichischen Weitwanderweg von Hainburg an der Donau nach Feldkirch dient die Hütte als wichtiger Stützpunkt.

## „Höchster Grasberg Europas“
Von den Pächtern der Badgasteiner Hütte wird der Gamskarkogel als „höchster Grasberg Europas“ beworben. Andere Salzburger Hüttenwirte beziehungsweise Tourismusverbände bewerben den Geißstein (Bürglhütte) sowie den Hundstein (Maria Alm) als „höchsten Grasberg Europas“, wobei in allen drei Fällen unklar bleibt, wie ein „Grasberg“ definiert wird. Ähnlich wie bei den „Pinzgauer Grasbergen“ soll die Bezeichnung aber vermutlich den Gegensatz zu den unbewachsenen Hängen des Alpen-Hauptkamms herausstellen.